# 유호진 (마술사)
유호진(1992년 12월 25일 ~ )은 대한민국의 마술사이다. 2012년 영국블랙풀에서 열린 제25회 "FISM 2012" 세계마술올림픽 월드챔피언쉽에서 최연소 매니플레이션부분 1등, 아시아인 최초로 스테이지 부분 그랑프리 수상과 함께 2관왕을 석권하였다.
2017년 8월에는 2018년 평창 동계 올림픽 공식 홍보영상에 출연하기도 했다.

## 학력
- 동부산대학교 매직엔터테인먼트과

## 경력
- 국제마술협회 I.B.S 정회원
- 세계마술협회 I.B.M 정회원
- 2012년 통일부 홍보대사
- 이스케이프팀 2기

## 수상 경력
- 2024년 SBS 연예대상 핫이슈상
- 2012년 영국 블랙풀 FISM 스테이지 부문 그랑프리, 매니퓰레이션 부문 1위 2관왕
- 2011년 마술사 최초 대한민국 인재상 '대통령 상’ 수상
- 2011년 FISM 아시아 챔피언십 ‘그랑프리’
- 2011년 일본 세계마술대회 ‘월드 매직 세미나 아시아’ 우승
- 2011년 세계마술대회 미국 I.B.M ‘winner’
- 2010년 이탈리아 세계마술대회 그랑프리
- 2010년 부산국제매직페스티벌 준우승 및 3관왕 수상
- 2010년 대만국제매직컨벤션 'magic club special award', 'TMA special award'
- 2009년 롯데월드 마술대회 금상

## 출연

### 방송
- 2012년 SBS 놀라운 대회 스타킹 (불굴의 영어킹)
- 2012년 최현우 노홍철의 매직홀
- 2011년 프랑스TV Le Plus Grand Cabaret Du Monde
- 2011년 KBS 추석특집 ‘마법의 제왕’ (우승)
- 2011년 SBS 놀라운 대회 스타킹 (영광의 마술왕)
- 2011년 MBC 우리 뇌를 깨우는 101가지 비밀

### 광고
- 2011년 동부화재

### 공연
- 매직콘서트 M (2013년 7월 20일 ~ 21일, 인천 신세계 백화점 문화홀)